# Ch’ŏng’am sa
Ch'ŏngam sa (청암사 Klasztor Zielononiebieskiej Skały) – koreański klasztor.

## Historia klasztoru
Klasztor został wybudowany przez Yŏgonga Tosŏna w roku 858 na górze Puryong. Początkowo była to mała pustelnia i dopiero później została rozbudowana do rozmiarów klasztoru. Nazwa powstała od koloru mchu na skałach w pobliskim wąwozie, którym płynie rzeczka. 
W 1647 r. klasztor uległ pożarowi, po którym został odbudowany.
W 1782 r. spalił się powtórnie. Odbudowano go dopiero w roku 1897.
W 1911 roku pożar strawił główny budynek, który odbudowano w 1912 roku.
Od 1987 roku klasztor jest klasztorem żeńskim. Przebywa w nim 150 mniszek.
Klasztor ma dwa główne budynki: Kŭngnakjŏn i Nambyŏldang. W tym drugim mieszkała królowa Inhyŏn po odebraniu jej tytułu w roku 1689. 
Z klasztorem związana jest pustelnia Sudo am.

## Adres klasztoru
- 687 Pyeongchon-ri, Jeungsan-myeon, Gimcheon, Gyeongsangbuk-do, Korea Południowa

## Przypisy

Trzykondygnacyjna stupa z Sudo am.